# The Ska EP
The Ska EP är Randys andra EP, utgiven av Dolores Recordings 1994.

## Låtlista[1]
1. "TV-Freak"
2. "Raw Butt Jim"
3. "Feebleness"
4. "Trepidated Oaf"
5. "Grouch"
6. "The Pigs Are Not Dead"